# 360°ドラマ
『360°ドラマ』（さんろくまるドラマ）は、2020年2月9日（同年2月8日）から3月15日（同年3月14日）まで、毎週日曜日の3:00 - 3:30（JST、土曜日深夜）に、テレビ朝日で放送された関東ローカルの深夜ドラマ枠である。

## 概要
2020年1月改編により新設された深夜ドラマ枠として開始。
テレビ放送とは別途に、動画配信やSNSなどの媒体でも、ドラマ本編には描かれないストーリーを多角的に発信していく。
しかし2020年4月改編により、本枠は後述する『鈍色の箱の中で』の1作品しか放送せず、わずか2か月間の放送で廃枠となった。

## 放送作品
鈍色の箱の中で
- 放送期間：2月9日 - 3月15日
- 原作：篠原知宏「鈍色の箱の中で」
- 脚本：大北はるか
- 制作協力：ザフール
- 出演：久保田紗友、萩原利久、神尾楓珠、岡本夏美、望月歩 ほか

## ネット局
| 放送対象地域 | 放送局           | 系列           | 放送時間         | 備考       |
| ------------ | ---------------- | -------------- | ---------------- | ---------- |
| 関東広域圏   | テレビ朝日（EX） | テレビ朝日系列 | 日曜 3:00 - 3:30 | 番組制作局 |